# Damak (Nepal)
Damak (nep. दमक) – miasto w południowo-wschodnim Nepalu; w prowincji numer 1. Według danych szacunkowych na rok 2011 liczyło 75 743 mieszkańców .